# Aleksej Jagoedin
Aleksej Konstantinovitsj Jagoedin (Russisch: Алексей Константинович Ягудин) (Sint-Petersburg, 18 maart 1980) is een voormalig Russisch kunstrijder.

## Sportcarrière
In 1996 werd hij wereldkampioen bij de junioren. Hij haalde zijn eerste podiumplaats bij de senioren in 1997, toen hij brons won bij de Wereldkampioenschappen. Het volgende jaar werd hij verrassend wereldkampioen. Ook in 1999, 2000 en 2002 won hij deze titel. Jagoedin werd ook driemaal Europees kampioen (1998, 1999 en 2002).
Bij de Olympische Winterspelen 2002 in Salt Lake City werd hij olympisch kampioen. Zijn prestatie was uniek: alle juryleden vonden hem op alle onderdelen de beste. Hij kreeg van vier van hen de perfecte 6,0 voor artistieke waarde. In de geschiedenis van de Olympische Spelen was het voordien nooit gebeurd dat een man meer dan één 6,0 kreeg. Door zijn olympisch goud werd Jagoedin bovendien de eerste man die in één jaar alle belangrijke internationale titels won.
Aanvankelijk was Aleksej Jagoedin goed bevriend met zijn trainingsmaatje Jevgeni Ploesjenko. Maar toen hij achttien was, vertrok hij naar de Verenigde Staten om te trainen bij Tatjana Tarasova, waardoor de verhouding met Ploesjenko behoorlijk bekoelde.
In 2003 moest Jagoedin zijn sportcarrière beëindigen wegens heupproblemen. Hij rijdt tegenwoordig in de ijsshow Stars on Ice en werkt als trainer. Jagoedin trouwde in 2016 met Tatjana Totmjanina, met wie hij twee dochters heeft.

## Belangrijke resultaten
| Kampioenschap          | 1994 | 1995 | 1996 | 1997  | 1998   | 1999   | 2000   | 2001   | 2002 |
| ---------------------- | ---- | ---- | ---- | ----- | ------ | ------ | ------ | ------ | ---- |
| Olympische Spelen      |      |      |      |       | 5e     |        |        |        | Goud |
| Wereldkampioenschap    |      |      |      | Brons | Goud   | Goud   | Goud   | Zilver | Goud |
| Europees Kampioenschap |      |      | 6e   | 5e    | Goud   | Goud   | Zilver | Zilver | Goud |
| WK junioren            | 4e   |      | Goud |       |        |        |        |        |      |
| Russisch Kampioenschap |      |      |      |       | Zilver | Zilver | Zilver | Zilver |      |